# 李磎
李磎（9世纪—895年），又名李谿，字景望，揚州江都人。唐昭宗時宰相。

## 生平
大中末，擢進士，累遷戶部郎中，分司東都。歷官中書舍人、翰林學士。乾寧元年（894年），進禮部尚書、同中書門下平章事。家有書至萬卷，世號“李家樓”。
李茂貞及王行瑜、韓建擁兵入長安，逮李磎與韋昭度、樞密使康尚弼等，列磎罪，殺之於都亭驛。子李沇，字东济，与父一同被杀。
王行瑜伏誅，詔復官爵，贈司徒，謚曰文。史載昭宗好文，對待李磎最厚，李磎死後，內常求似磎者。乾宁三年（896年），孙偓趁京畿微有旱灾，为李磎求得平反归葬。

## 家族
祖父李鄘，唐憲宗時名相。父李拭。